# Ноевци
Ноевци (болг. Ноевци) — село в Болгарии. Находится в Перникской области, входит в общину Брезник. Население составляет 614 человек.

## Политическая ситуация
В местном кметстве Ноевци, в состав которого входит Ноевци, должность кмета (старосты) исполняет Снежана Методиева Славова (Национальное движение «Симеон Второй» (НДСВ)) по результатам выборов правления кметства.
Кмет (мэр) общины Брезник — Христо Димитров Миленков (коалиция в составе 4 партий; Болгарская социал-демократия (БСД), Болгарская социалистическая партия (БСП), Движение за права и свободы (ДПС), союз патриотических сил «Защита») по результатам выборов в правление общины.